# Sukra (plaats)
Sukra is een bestuurslaag in het regentschap Indramayu van de provincie West-Java, Indonesië. Sukra telt 8276 inwoners (volkstelling 2010).